# نيس (فرنسا)
نيس (بالفرنسية: Arrondissement de Nice)‏ هي دائرة إدارية فرنسية، في فرنسا، تقع في الألب البحرية، بلغ عدد سكانها 521,676  نسمة وذلك حسب إحصائيات سنة 2015، عاصمتها نيس، تبلغ مساحتها 3,067 كيلومتر مربع.

## التقسيمات الإدارية
- Canton of Beausoleil [الإنجليزية]‏
- canton of Breil-sur-Roya  [لغات أخرى]‏
- Canton of Contes [الإنجليزية]‏
- canton of L'Escarène  [لغات أخرى]‏
- canton of Guillaumes  [لغات أخرى]‏
- canton of Levens  [لغات أخرى]‏
- canton of Menton-Est  [لغات أخرى]‏
- Canton of Nice-1 [الإنجليزية]‏
- Canton of Nice-2 [الإنجليزية]‏
- Canton of Nice-3 [الإنجليزية]‏
- Canton of Nice-4 [الإنجليزية]‏
- canton of Puget-Théniers  [لغات أخرى]‏
- canton of Roquebillière  [لغات أخرى]‏
- canton of Roquestéron  [لغات أخرى]‏
- canton of Saint-Étienne-de-Tinée  [لغات أخرى]‏
- canton of Saint-Martin-Vésubie  [لغات أخرى]‏
- canton of Saint-Sauveur-sur-Tinée  [لغات أخرى]‏
- canton of Sospel  [لغات أخرى]‏
- canton of Lantosque  [لغات أخرى]‏
- canton of Villars-sur-Var  [لغات أخرى]‏
- Canton of Villefranche-sur-Mer [الإنجليزية]‏
- canton of Tende  [لغات أخرى]‏
- Canton of Nice-5 [الإنجليزية]‏
- Canton of Nice-6 [الإنجليزية]‏
- Canton of Nice-7 [الإنجليزية]‏
- Canton of Nice-8 [الإنجليزية]‏
- Canton of Nice-9 [الإنجليزية]‏
- canton of Nice-10  [لغات أخرى]‏
- canton of Nice-11  [لغات أخرى]‏
- canton of Nice-12  [لغات أخرى]‏
- canton of Nice-13  [لغات أخرى]‏
- canton of Nice-14  [لغات أخرى]‏
- canton of Menton-Ouest  [لغات أخرى]‏
- نيس
- منتون.